# لئون کمین
لئون کمین (انگلیسی: Leon Kamin; ۲۹ دسامبر ۱۹۲۷ – ۲۲ دسامبر ۲۰۱۷) دانشمند در زمینه روان‌شناسی اهل ایالات متحده آمریکا بود.
وی همچنین برندهٔ جوایزی همچون کمک‌هزینه گوگنهایم شده‌است.